# Anna Wińkowska
Anna Wińkowska (ur. 28 lipca 2000 w Warszawie) – polska koszykarka, występująca na pozycji środkowej, obecnie zawodniczka Polskiego Cukru AZS-UMCS Lublin.

## Osiągnięcia
Stan na 16 kwietnia 2023, na podstawie, o ile nie zaznaczono inaczej.

### Drużynowe
Seniorskie
- Mistrzyni:
  - Polski (2020, 2021, 2023)[2][3][4]
  - I ligi (2017)[5]
- Zdobywczyni Pucharu Polski (2020, 2021)[6][7]
- 3. miejsce w I lidze (2018, 2020)[8][9]
- 4. miejsce w I lidze (2019)
- Uczestniczka rozgrywek:
  - Euroligi (2019/2020)
  - Eurocup (od 2023)

Młodzieżowe
- Mistrzyni Polski:
  - juniorek starszych (2020)[10]
  - kadetek (2014)[11]
- Wicemistrzyni Polski juniorek (2018)[12]
- Brązowa medalistka mistrzostw Polski juniorek (2015, 2016)[13][14]

### Indywidualne
- MVP mistrzostw Polski juniorek starszych (2020)[10]
- Zaliczona do I składu:
  - grupy A I ligi (2020)[15]
  - mistrzostw Polski:
    - juniorek (2018)[12]
    - kadetek (2016)[16]

### Reprezentacja
- Mistrzyni Europy U–16 dywizji B (2016)[17]
- Uczestniczka mistrzostw Europy:
  - U–20 (2019 – 7. miejsce)[18]
  - U–18 (2018 – 11. miejsce)[19]
  - U–16 dywizji B (2015 – 6. miejsce, 2016)[20]